# A mano limpia (programa de televisión)
A Mano Limpia es un programa de televisión transmitido por el canal 41 de Miami (América teve).
Este programa de análisis y opinión es conducido por el periodista dominicano Óscar Haza, quien cada día recibe a expertos en temas de actualidad para discutir las noticias y sucesos de interés para el público local.
Algunos de los invitados del programa han sido Lech Wałęsa, el gobernador de la Florida Jeb Bush y el senador republicano Mel Martínez.
- Datos: Q4658116